# Fort Saint-Pierre
 (novembre 2023).
Si vous disposez d'ouvrages ou d'articles de référence ou si vous connaissez des sites web de qualité traitant du thème abordé ici, merci de compléter l'article en donnant les références utiles à sa vérifiabilité et en les liant à la section « Notes et références ».
Le fort Saint-Pierre fut un fort français construit en Nouvelle-France à la limite de la frontière actuelle du Canada et des États-Unis.
Le fort Saint-Pierre fut édifié par Pierre Gaultier de Varennes et de La Vérendrye avec le concours de son fils aîné Jean-Baptiste Gaultier de La Vérendrye et son neveu, Christophe Dufrost de La Jemerais, en 1731 à l'ouest du fort Kaministiquia.
Il fut construit sur les rives de la rivière à la Pluie et du lac à la Pluie dans la province actuelle de l'Ontario.
La Vérendrye eut pour allié, le chef cri, La Colle, qui permit aux Français et aux Canadiens de poursuivre leur exploration de l'Ouest sans être inquiété par la Nation sioux qui vivait dans les vastes territoires des Prairies canadiennes.
La Vérendrye en profita pour établir un autre fort, le fort Saint-Charles, situé plus à l'ouest. 
En 1741, Les Sioux finirent par entrer en guerre contre les Français. Le prêtre et missionnaire Claude-Godefroi Coquart fut témoin de cette guerre qui fit de nombreuses victimes chez les Amérindiens sioux.